# Ploceus intermedius
Ploceus intermedius е вид птица от семейство Ploceidae.

## Разпространение
Видът е разпространен в Ангола, Ботсвана, Джибути, Етиопия, Замбия, Зимбабве, Република Конго, Демократична република Конго, Кения, Малави, Мозамбик, Намибия, Руанда, Сомалия, Судан, Свазиленд, Танзания, Уганда, Централноафриканската република, Южна Африка и Южен Судан.